# Piano Lieberman
Il Piano Lieberman, anche noto in Israele come il "Piano di scambi territoriali", è stato proposto nel maggio 2004 da Avigdor Lieberman, il leader del partito politico israeliano Israel Beytenu.
Esso propone uno scambio di territori popolati tra Israele e l'Autorità palestinese: Israele cederebbe alla Palestina le proprie zone a maggioranza araba e in cambio annetterebbe gli insediamenti israeliani in Cisgiordania adiacenti al confine.
Il piano incontra una forte opposizione nella sinistra israeliana, nella destra moderata e anche tra i cittadini arabi di Israele. Un sondaggio condotto nel 2000 dal settimanale in lingua araba Kul Al-Arab tra la popolazione di Umm al-Fahm, una città araba nel nord di Israele, ha rilevato che una maggioranza composta dall'83% si opporrebbe a un'eventuale cessione del territorio a un futuro Stato di Palestina.